# Франсис Пуленк
Франсѝс Жан Марсѐл Пулѐнк (на френски: Francis Jean Marcel Poulenc) е френски композитор.

## Биография
Франсис Пуленк е роден на 7 януари 1899 година в Париж в семейството на Емил Пуленк, един от основателите на успешната фармацевтична компания „Пуленк Фрер“ (днес част от „Санофи“). Обучаван от Рикардо Винес и силно повлиян от Ерик Сати, той става част от групата млади композитори, наричана Шесторката. През 20-те години получава международна известност, а през 30-те години започва да композира и по-тежки, повлияни от християнството, произведения.
Франсис Пуленк умира на 30 януари 1963 година в Париж от инфаркт.

## Стил
Наричат го „музикант на спонтанността“. Ярката му творческа индивидуалност се формира в годините на Първата световна война, когато Европа е обхваната от стремежа към нова естетика, а Париж е центърът, където отрицанието ражда новите идеи. През 1917 г. Пуленк става част от група млади композитори, влезли в историята под общото наименование Les Six/„Шесторката“.
Те обединяват своите търсения в създаването на нов стил, дистанциран от музикалните течения на миналото и оплоден от свежестта на американския джаз, бразилските танци и френския водевил. Повлиян силно от ексцентричното новаторство на Ерик Сати и гения на Игор Стравински, Пуленк създава свой индивидуален творчески почерк, който може лесно да бъде разпознат чрез ярките багри, отчетливите и ясни ритми и изключително красивите диатонични хармонии. Той е по-топъл и по-малко интелектуален от Стравински, по-страстен и музикално по-фин от Сати. Всъщност, музиката на Пуленк е толкова индивидуална, че е трудно да си представим, че някой може да му е бил учител. Музиката му е изпълнена с мелодия – това е най-силната му страна.
Тези качества го доближават в пълна степен до формулирания от поета Жан Кокто – смятан за идеолог на „Шесторката“ – стремеж към създаване на „музика земна, музика на ежедневието’, в която „връщането към ясния рисунък води неизбежно до връщане към мелодията“.
Франсис Пуленк учи с Шарл Кохлен през 1921 г., като по това време той вече се идентифицира с Шесторката – шестте френски композитори от кръга на Жан Кокто, включващ Онегер, Орик и Мило. Първоначално видимо лекият му стил се променя в резултат на смъртта на близък приятел през 1936 г., което съвпада с началото на продължителното му сътрудничество с певеца Пиер Бернак.

## Сценични творби
Пуленк постига значителен успех с комичната си опера „Гърдите на Тиресиас“ (Les Mamelles de Tiresias) по текст на Гийом Аполинер, написана по време на последните дни на войната и представена в Париж през 1947 г. Трагичната опера „Диалогът на кармелитките“ по либрето, базирано на неизползван филмов сценарий на Жорж Бернанос, разказваща за екзекутирането на монахините-кармелитки по време на Френската революция по романа на Гертруд фон льо Форт „Последната на ешафода“, влиза в световния оперен репертоар. Други сценични творби, заедно с десетки инцидентно написани пиеси и филмова музика, включват балета „Кошутите“, поставен за първи път в Монте Карло през 1924 г. Една от най-интересните сценични творби на Пуленк е едноактната опера за женски глас „Човешкият глас“ по либрето на Жан Кокто, изпълнена за първи път в България на сцена от сопраното Виолета Шаханова на фестивала „Мартенски музикални дни“, Русе – 2007.

### Други музикални жанрове
Оркестровата музика на Пуленк включва сюита от „Кошутите“, очарователен камерен концерт за клавесин и малък оркестър, както и концерти за орган, за пиано и за две пиана.
Композиторът дава значим и идиоматичен принос към изкуството на френското солово пеене, освен това и към редица хорови творби. Соловите песни варират от песни по текстове на Аполинер и Кокто до текстове на Ронсар. Мелодрамата „Историята на Бабар“ за рецитатор и пиано разказва историята на слона Бабар по произведение на Жан де Брюнхоф и е просто приказка за деца.
Църковната му музика, написана след вътрешното му приемане на католическата вяра от детството му (1935), е забележителна с меса, написана през 1937 г. и още повече с вълнуващия Stabat mater от 1950 г. През 1959 г. написва Gloria за соло сопрано, хор и оркестър, последвани накрая от по-тъжен финал „Седемте отговора на сенките“ през 1961 г.
Френските композитори от 20 век показват особено умение в използването на духовите инструменти. Тази способност е ясно изразена в сонатите на Пуленк за флейта, кларинет, обой и пиано, към които трябва да добавим атрактивното Трио за обой, фагот и пиано. Но най-добре известните от всички творби на Пуленк остават трите Motto perpetuo от 1918 г. От същата година датира една дуо соната и няколко привлекателни кратки пиеси, включително една неокласическа сюита по Клод Жервез и елегантните Promenades.

## Концерти
Концерт-балет за пиано и 18 инструмента (1929), концерт за 2 пиана и оркестър (1932), концерт за орган и струнен оркестър (1938).

## Основни произведения
- Rapsodie nègre (1917)
- Le Bestiaire ou Cortège d'Orphée (1918), песенен цикъл по Гийом Аполинер
- Les Biches (1924), балет
- Chansons gaillardes (1926), песенен цикъл
- Concert champêtre за клавесин и оркестър (1928)
- Concerto pour deux pianos (1932)
- Litanies à la Vierge noire de Rocamadour, за женски хор и орган (1936)
- Messe en sol majeur за смесен хор а капела (1937)
- Quatre motets pour un temps de pénitence (1938-1939)
- Les Animaux modèles (1942), балет
- Figure humaine (1943), кантата по текстове на Пол Елюар, създадена през 1945 г. в Лондон
- L'Histoire de Babar, le petit éléphant (1945), музикална приказка за рецитация и пиано
- Les Mamelles de Tirésias (1947), опера буфа по едноименната комедия на Гийом Аполинер
- Stabat Mater (1950)
- Sinfonietta (1947), за оркестър
- Dialogues des carmélites (1955), опера по Жорж Бернанос, създадена в Милано на 26 януари 1957
- La Voix humaine (1958), лирическа трагедия по Жан Кокто
- Gloria (1960), за сопрано, смесен хор и оркестър (януари-февруари 1961)
- Sonate pour hautbois et piano (1963, посмъртна постановка)
- Sonate pour clarinette et piano (1963, посмъртна постановка на Бени Гудман и Ленард Бърнстейн)

## За него
- Bernac, Pierre. Francis Poulenc et ses mélodies.   Paris, Éditions Buchet-Chastel, 1978. OCLC 5075759.
- Lacombe, Hervé. Francis Poulenc.   Paris, Fayard, 2013. ISBN 978-2-213-67199-4.
- Mellers, Wilfrid. Francis Poulenc.   Oxford and New York, Oxford University Press, 1993. ISBN 978-0-19-816337-4.
- Francis Poulenc et la voix.   Lyon, Symétrie, 2005. ISBN 978-2-914373-02-9.